# Шарівський парк (Хмельницька область)
Ша́рівський парк — парк-пам'ятка садово-паркового мистецтва місцевого значення в Україні. Розташований у центрі села Шарівка Хмельницького району Хмельницької області. 
Площа 12,8 га. Заповідний статус парку від 1994 року. Перебуває у віданні: Шарівська сільська рада.
Парк побудований на переважно рівнинному рельєфі, з південного та західного боків до нього прилягає став довгастої форми площею 20,2 га.

## Історія парку
У 1810 р. Шарівку отримує у власність польська поміщиця Олена Хемемінська. Вона починає будівництво палацу і закладає великий парк, де висаджує велику кількість різноманітних дерев. Швидка смерть від туберкульозу завадила поміщиці закінчити будівничі справи. Шарівка переходить у спадок синові, який постійно проживав у Польщі й приїздив до подільського маєтку лише декілька разів на рік. Молодий Хемемінський залишив про себе згадку як про добру людину з щедрою вдачею. Після смерті матері він скасував усі борги селян, а за кожний відпрацьований день розраховувався ввечері.
У 1857 році Хемемінський закінчує, розпочате матір'ю, будівництво палацу. Архітектором-декоратором став польський майстер. Будівля була триповерховою, містила 60 кімнат. Верхній поверх був оздоблений фігурною жовтою жестю, тому при яскравому освітленні палац світився і віддзеркалювався на всі околиці. Крім палацу, було побудовано господарські будівлі; всю садибу обнесено кам'яним муром, а головні ворота і хвіртку оздоблено.
В той час розбудовується і парк, де поповнюються колекції деревних та трав'янистих рослин. Зокрема, алеї та галявини обсаджуються різними сортами жасмину і бузку, іншими красивоквітучими кущами; висаджуються різні форми ялини колючої, туї західної; модрини, сосни, тюльпанові дерева, декоративні яблуні. На найкращих ділянках парку спорудили альтанки для відпочинку господарів та гостей, велику оранжерею.
Біля підніжжя пагорба було два ставки з всипаним піском дном, де діяли купальні й невеликий пляж. Тут плавали лебеді, для яких на воді побудували невеликі хатинки; їх годували та доглядали. На човнах з навісами проводилися водні прогулянки господарів та гостей маєтку.
У великому саду зростали різноманітні сорти яблунь, груш, слив, черешень, вишень, смородини, аґрусу та суниць.
На галявинах парку походжали павичі, на деревах кричали папуги, вимагаючи грошей і цукру.
Постійний старанний догляд за рослинами парку здійснював садівничий, якому допомагали вісім чоловік, що проходили навчання в Польщі та Австрії. Вони були в привілейованому становищі, носили білі рукавички та спеціальний одяг.
Для духовних потреб селян православної віри Олена Хемемінська 1832 року ремонтує церкву Різдва Богородиці, а її син 1861 року виділяє значні кошти для будівництва костелу та синагоги. Він же віддає євреям незаселений величезний пагорб, які перетворили його у своє містечко з 800 жителями. Тут поміщик побудував млин та влаштував великий базар.
Пан Хемемінський успадкував від матері слабке здоров'я. Він довгий час лікувався за кордоном, а коли 1901 року помер, то селяни, в знак поваги і вдячності, поховали його в костелі. У 1902 р. маєток купує німець Станіслав Антонович Тітенбрун, якому належало 1098 десятин землі у Шарівській волості. У 1903 р. разом з сім'єю він оселяється в Шарівці. Новий власник був людиною скупою та жорстокою. На території парку вирубує багато дерев, а на звільнених землях будує кам'яні комори для зберігання зерна, стайні для утримання коней і худоби, величезну псарню, де розводить собак різних порід.
З початком революційних подій 1917 року поміщицький палац і маєток руйнують. Станіслав Тітенбрун з дружиною втікає за кордон, їх сина вбивають у місті Кам'янці-Подільському. За роки радянської влади на місці палацу побудували приміщення, яке слугувало конторою колгоспу, згодом його віддали для користування дільничній лікарні; колишній будинок для челяді став кухнею лікарні; комори і стайні виконують свої функції дотепер. У радянські роки на території парку влаштували танцювальний та волейбольний майданчики. Багато деревних рослин було знищено, первинне планування парку втратилося.
До кінця 1960-х рр. парк інтенсивно використовувався місцевими жителями та приїжджими як місце відпочинку, — людей приваблювали красиві пейзажі, водойми та зручне розташування (поблизу центральної траси). Під час «зеленої хвилі» на початку 1960-х років на території було підсаджено багато деревних рослин, — садили яблуні, дуби, ялини, сосни, робінію псевдоакацію, оксамит амурський (пробкове дерево), ялину колючу, але вони не відповідали первинному композиційному плануванню парку.
Сьогодні в парку зростає близько сотні понадвікових дерев, особливу цінність становлять сосна Веймутова (5 дерев, діаметр стовбура — 40–48 см, висота — 20–24 м; ялина звичайна — 10 дерев, діаметр стовбура — 42,9–64,3 см, висота — 20–24 м, стан — суховершинність, сухостійність, дуплявість деяких дерев; ялина колюча, форма сиза — 3 дерева, діаметр стовбура — 36–53,2 см, висота — 26–29 м, стан — суховершинність, сухостійність, ушкодження грибками; дуб звичайний росте поодиноко біля головного входу, діаметр стовбура — 103,8 см, висота — 25 м. У деревостані є старі клени гостролисті та ясенелисті, липи серцелисті, робінії псевдоакації; зустрічаються туя західна, барбарис звичайний, липа кавказька та ясен звичайний плакучої форми.
Прикрашає парк красивий пейзаж з Покровською церквою-замком XIV—XIX ст. — унікальною пам'яткою мурованої архітектури.
Заповідний статус парку — пам'ятки садово-паркового мистецтва місцевого значення парк отримав рішенням другої сесії обласної ради народних депутатів від 28.10.1994 р. № 7.